# Həsən Əliyev

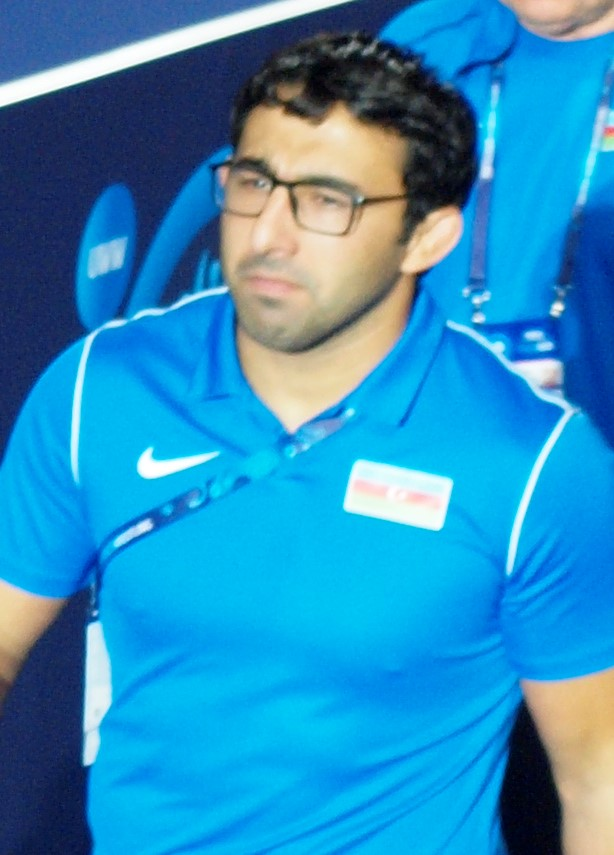
Həsən Əliyev, 2023

Həsən Əliyev [hæsæn ælɪjev] (englisch Hasan Aliyev; * 14. November 1989 in Kosalar, Aserbaidschanische SSR, UdSSR) ist ein aserbaidschanischer Ringer. Er war 2010 Europameister und Weltmeister im griechisch-römischen Stil im Federgewicht.

## Werdegang
Həsən Əliyev begann im Jahre 1997 als Jugendlicher mit dem Ringen. Er ist Mitglied des Sportclubs Neftchi Baku und konzentriert sich auf den griechisch-römischen Stil. Seit 2003 wird er von Wagif Feyzullah trainiert. Er ist Student.
Həsən Əliyev war bereits im Juniorenalter außerordentlich erfolgreich. Bei seiner ersten Teilnahme an einer internationalen Meisterschaft, der Junioren-Europameisterschaft der Cadets (Altersgruppe bis zum 16. Lebensjahr) belegte er in Istanbul in der Gewichtsklasse bis 45 kg hinter Roman Wlassow aus Russland gleich den 2. Platz. Etwas Lehrgeld musste er freilich bei den internationalen Juniorenmeisterschaften des Jahres 2007 bezahlen. Er kam nämlich bei der Junioren-Europameisterschaft in Belgrad nur auf den 13. Platz und bei der Junioren-Weltmeisterschaft in Peking nur den 15. Platz, beide Male in der Gewichtsklasse bis 55 kg Körpergewicht. Aber bereits ein Jahr später wurde er in Košice Junioren-Europameister in der Gewichtsklasse bis 55 kg vor Alexandar Kostadinow aus Bulgarien und Iwan Tatarinow aus Russland.
Im Jahre 2009 wurde Həsən Əliyev in der Gewichtsklasse bis 60 kg zunächst in Tiflis Junioren-Europameister vor Achil Turmanidse aus Georgien und wenig später in Ankara auch noch Junioren-Weltmeister vor Rahman Bilici aus der Türkei. Diese Erfolge setzte er im Jahre 2010 bei den Senioren in der gleichen Gewichtsklasse fort. Er wurde im April 2010 in Baku mit vier Siegen Europameister und besiegte dabei im Finale Konstantin Balizki aus Belarus und im September 2010 errang er in Moskau mit Siegen über Tonimir Sokol aus Kroatien, Iwo Angelow aus Bulgarien, Ruslan Tümönbajew aus Kirgisistan, Almat Kebispajew aus Kasachstan und Ryūtarō Matsumoto aus Japan den Weltmeistertitel.
Im Jahre 2011 war er nicht mehr so erfolgreich. Bei der Europameisterschaft in Dortmund gewann er aber noch eine Bronzemedaille. Er unterlag dabei im Halbfinale gegen Rewas Laschchi aus Georgien und holte sich diese Bronzemedaille mit einem Sieg über Eusebiu Diaconu aus Rumänien. Bei der Weltmeisterschaft in Istanbul verlor er nach drei gewonnenen Kämpfen überraschend gegen Luis Ignacio Liendo aus Venezuela. Da dieser das Finale nicht erreichte, schied er aus und erreichte nur den 7. Platz.
Im Jahre 2012 wechselte Həsən Əliyev dann in das Leichtgewicht. Er startete im Juni dieses Jahres beim Grand Prix von Deutschland in Dormagen und verlor dort im Endkampf gegen Frank Stäbler aus Deutschland. Für die Olympischen Spiele 2012 in London trainierte er aber wieder in das Federgewicht ab. In London siegte er über Stig André Berge, Norwegen und Jung Ji-hyun, Südkorea und verlor gegen Rewas Laschchi, Georgien und Saur Kuramagomedow aus Russland. Damit belegte er den 5. Platz.
Seit 2013 ringt er endgültig im Leichtgewicht. Bei der Europameisterschaft dieses Jahres in Tiflis siegte er über Jaroslaw Kardasch, Belarus, Aleksandar Maksimović, Serbien und Nikolai Sawchenko, Ukraine, unterlag gegen Adam Kurak aus Russland und sicherte sich mit einem Sieg in der Trostrunde über Olympiadritten Manuchar Tschadaia, Georgien, eine Bronzemedaille. Bei der Weltmeisterschaft 2013 in Budapest verpasste Həsən Əliyev knapp eine Medaille. Er siegte dort im Leichtgewicht über Dominik Ettlinger, Kroatien, Ruslan Tümönbajew, Kirgisistan, Atakan Yüksel, Türkei und den Olympiazweiten Tamás Lőrincz, Ungarn, unterlag dann aber gegen Islambek Albijew aus Russland und gegen Frank Stäbler aus Deutschland. Damit kam er auf den 5. Platz.
Auf der internationalen Ringermatte war er danach erst wieder im April 2014 zu sehen. Er startete bei der Europameisterschaft in Vantaa/Finnland. Nach Siegen über Marius Thommesen, Dänemark, Frank Stäbler, Vladimiros Marias, Griechenland und Dawid Karecinski, Polen, stand er im Endkampf Adam Kurak gegenüber. In einem harten und ausgeglichenen Kampf führte er bis drei Sekunden vor Schluss mit 2:1 Punkten. Zu diesem Zeitpunkte hatten beide Ringer auch je 2 Verwarnungen wegen Passivität. Drei Sekunden vor Schluss erteilte der Kampfrichter dann Həsən Əliyev die dritte Passivitätsverwarnung, womit er disqualifiziert und Adam Kurak neuer Europameister war. Bei allem Respekt vor den Kampfrichtern war diese Entscheidung 3 Sekunden vor Schluss äußerst unglücklich und bestrafte Həsən Əliyev mit dem Titelverlust. Hinzu kommt, dass eine Passivität von Həsən Əliyev zu diesem Zeitpunkt nicht wirklich zu erkennen war.

## Internationale Erfolge
| Jahr | Platz | Wettbewerb                               | Gewichtsklasse | Ergebnisse |
| 2006 | 2.    | Junioren-EM (Cadets) in Istanbul         | bis 46 kg      | hinter Roman Wlassow, Russland, vor Wiktor Sweghintew, Moldawien und Murat Batmaz, Türkei |
| 2007 | 13.   | Junioren-EM in Belgrad                   | Bantam         | Sieger: Peter Modos, Ungarn vor Victor Wolfgang, Schweden |
| 2007 | 15.   | Junioren-WM in Peking                    | Bantam         | nach einer Niederlage gegen Dawid Musajew, Russland |
| 2008 | 1.    | Junioren-EM in Košice                    | Bantam         | vor Alexandar Kostadinow, Bulgarien und Iwan Tatarinow, Russland |
| 2009 | 1.    | Junioren-EM in Tiflis                    | Feder          | vor Achil Turmanidse, Georgien, Rahman Bilici, Türkei und Wischchan Kagermanow, Russland |
| 2009 | 1.    | Junioren-WM in Ankara                    | Feder          | nach Siegen über Cristinel Razvan Motoi, Rumänien, Mohamed Reda Ali, Ägypten, Achil Turmanidse, Aboozar Noorzadeh, Iran und Rahman Bilici                                                                     |
| 2010 | 1.    | „Vehbe-Emre“-Memorial in Istanbul        | Feder          | vor Witali Rahimow, Aserbaidschan, Söner Sucu, Türkei und Iwo Angelow, Bulgarien |
| 2010 | 1.    | Golden-Grand-Prix in Szombathely         | Feder          | vor Almat Kebispajew, Kasachstan, Stig André Berge, Norwegen und Aslan Abdullin, Russland |
| 2010 | 1.    | EM in Baku                               | Feder          | nach Siegen über Sebastian Hidalgo, Frankreich, Söner Sucu, Tonimir Sokol, Kroatien und Konstantin Balizki, Belarus                                                                                           |
| 2010 | 1.    | Golden-Grand-Prix in Baku                | Feder          | vor Eusebiu Diaconu, Rumänien, Fuad Alijew, Aserbaidschan und Stig André Berge |
| 2010 | 1.    | WM in Moskau                             | Feder          | nach Siegen über Tonimir Sokol, Iwo Angelow, Ruslan Tümönbajew, Kirgisistan, Almat Kebispajew und Ryūtarō Matsumoto, Japan                                                                                    |
| 2011 | 3.    | Welt-Cup in Minsk                        | Feder          | hinter Jung Ji-hyun, Südkorea und Almat Kebispajew |
| 2011 | 3.    | EM in Dortmund                           | Feder          | nach Siegen über Norbert Hasnedl, Österreich, Aslan Abdullin und Stig André Berge, einer Niederlage gegen Rewas Laschchi, Georgien und einem Sieg über Eusebio Diaconu                                        |
| 2011 | 1.    | Golden-Grand-Prix in Baku                | Feder          | vor Davor Štefanek, Serbien, Eusebio Diaconu und Kamran Mammadow, Aserbaidschan |
| 2011 | 7.    | WM in Istanbul                           | Feder          | nach Siegen über Albert Baghumjan Aghazarjan, Spanien, Edward Barsegjan, Polen und Manuel Alejandro Lopez Salcedo, Mexiko und einer Niederlage gegen Luis Ignacio Liendo, Venezuela                           |
| 2012 | 11.   | Golden-Grand-Prix in Istanbul            | Leicht         | Sieger: Refik Ayvazoğlu, Türkei vor Ali Esmail Mohammadi, Iran und Michail Semenow, Belarus |
| 2012 | 2.    | Großer Preis von Deutschland in Dortmund | Leicht         | nach Siegen über Dawid Karekinski, Polen, Filip Dubski, Tschechien und Jaroslaw Kardasch, Belarus und einer Niederlage gegen Frank Stäbler, Deutschland                                                       |
| 2012 | 5.    | OS in London                             | Feder          | nach Siegen über Stig André Berge und Jung Ji-hyun und Niederlagen gegen Rewas Laschchi, Georgien und Saur Kuramagomedow, Russland                                                                            |
| 2012 | 10.   | Golden-Grand-Prix in Baku                | Leicht         | Sieger: Balint Korpasi, Ungarn vor Jaroslaw Kardasch, Belarus |
| 2012 | 1.    | „Oleg-Karawajew“-Memorial in Minsk       | Leicht         | vor Jaroslaw Kardasch, Asker Orschokdugow, Belarus und Alan Dschukajew, ukraine |
| 2013 | 3.    | EM in Tiflis                             | Leicht         | nach Siegen über Jaroslaw Kardasch, Aleksandar Maksimović, Serbien und Nikolai Sawchenko, Ukraine, einer Niederlage gegen Adam Kurak, Russland und einem Sieg über Manuchar Tschadaia, Georgien               |
| 2013 | 1.    | Großer Preis von Spanien                 | Leicht         | vor Vitali Rəhimov, Aserbaidschan und Migran Arutunjan, Armenien |
| 2013 | 5.    | WM in Budapest                           | Leicht         | nach Siegen über Dominik Ettlinger, Kroatien, Ruslan Tümönbajew, Kirgisistan, Atakan Yüksel, Türkei und Tamas Lörincs, Ungarn und Niederlagen gegen Islambek Albijew, Russland und Frank Stäbler, Deutschland |
| 2014 | 2.    | EM in Vantaa/Finnland                    | bis 65 kg      | nach Siegen über Marius Thommesen, Dänemark, Frank Stäbler, Vladimiros Matias, Griechenland und Dawid Karecinski, Polen und einer Niederlage gegen Adam Kurak                                                 |

Erläuterungen
- alle Wettkämpfe im griechisch-römischen Stil
- OS = Olympische Spiele, WM = Weltmeisterschaft, EM = Europameisterschaft
- Gewichtsklassen: Bantam bis 55 kg, Feder bis 60 und Leicht bis 66 kg Körpergewicht (bis 31. Dezember 2013); seit 1. Januar 2014 gilt eine neue Gewichtsklasseneinteilung durch den Ringer-Weltverband FILA